# Serusiauxiella
Serusiauxiella is een geslacht van zakjeszwammen behorend tot de familie Strigulaceae. De typesoort is Serusiauxiella filifera.

## Soorten
Volgens Index Fungorum telt het geslacht drie soorten (peildatum februari 2023):
| Soortnaam                 | Auteur(s)                      | Publicatiejaar |
| ------------------------- | ------------------------------ | -------------- |
| Serusiauxiella filifera   | S.H. Jiang, Lücking & J.C. Wei | 2020           |
| Serusiauxiella flagellata | S.H. Jiang, Lücking & J.C. Wei | 2020           |
| Serusiauxiella sinensis   | S.H. Jiang, Lücking & J.C. Wei | 2020           |